# Pierre Albert Lentz
Pierre Albert Lentz (1804-1875) was hoogleraar 'Oude Geschiedenis' aan de Universiteit van Gent.

## Leven
Lentz wordt geboren in Luxemburg. Hij gaat daarna studeren in Luik. Tijdens de Belgische Revolutie verhuist hij naar Brussel. Hij sympathiseert, zoals vele Luxemburgers, met de Belgische opstandelingen. Daarna zou hij naar Gent verhuizen, alwaar hij ook het hoogleraarschap bekleedt.

## Werk
Zijn studies richten zich met name op de middeleeuwen. Hij doet onderzoek naar Jan de Blinde en Jacob van Artevelde. Hij helpt schrijver Hendrik Conscience bij zijn onderzoek naar laatstgenoemde historische figuur. Conscience zou daar in 1849 zijn roman Jacob van Artevelde over schrijven.
- International Standard Name Identifier: 0000 0001 4024 6919
- Library of Congress Control Number: no2011139089
- Nederlandse Thesaurus van Auteursnamen: 133816389
- Système universitaire de documentation: 183671120
- Virtual International Authority File: 187124113
- WorldCat: E39PBJmTvRwBm3Yb933tJFgR8C